# Itaquaquecetuba
Itaquaquecetuba, ook bekend als Itaquá, is een gemeente en stad in de Braziliaanse staat São Paulo. De stad ligt ongeveer 33 km van São Paulo, de hoofdstad van de staat. Itaquaquecetuba heeft volgens het Instituto Brasileiro de Geografia e Estatística 360.657 inwoners en is daarmee de 70e stad van Brazilië. De naam van de stad is afkomstig uit het Tupi.

## Geografie

### Hydrografie
De stad ligt aan de rivier de Tietê die deel uitmaakt van de gemeentegrens. De Córrego do Uná mondt uit in de Tietê. De Ribeirão Três Pontes maakt deel uit van de gemeentegrens.

### Aangrenzende gemeenten
De gemeente grenst aan Arujá, Guarulhos, Mogi das Cruzes, Poá, São Paulo en Suzano.

## Geboren
- Marcos Evangelista de Moraes, "Cafú" (1970), voetballer
- Giovani Henrique Amorim da Silva (2004), voetballer